# Resurstilldelning
Resustilldelning innebär att tilldela resurser på ett ekonomiskt effektivt sätt. Begreppet används inom flera olika områden, för resurser av skilda slag.

## Datorteknik
Inom datorteknik innebär resurstilldelning att tilldela resurser mellan de processer som körs på systemet. Med resurser avses bland annat minnestilldelning, processortid och tillgång till I/O. Det är operativsystemets uppgift att sköta resurstilldelningen.